# IC 2598
IC 2598 је спирална галаксија у сазвјежђу Мали лав која се налази на листи објеката дубоког неба у Индекс каталогу.
Деклинација објекта је + 26° 43' 39" а ректасцензија 10h 39m 42,2s. Привидна величина (магнитуда) објекта IC 2598 износи 14,2 а фотографска магнитуда 15,1. IC 2598 је још познат и под ознакама CGCG 154-37, PGC 31713.